# 남대서양 열대 저기압
남대서양 열대 저기압은 남대서양에서 발생하는 열대 저기압을 뜻한다. 남대서양은 열대 저기압이 생성되기 위한 조건이 충족되기 어렵기 때문에, 열대 저기압이 거의 발생하지 않는 편이다. 현재까지 관측, 기록된 남대서양 열대 저기압은 총 20개이다. 만약 남대서양 열대 저기압이 발생한다면, 일반적으로 그 시기는 남반구의 여름철에 해당하는 11월에서 4월까지이다.

## 이름이 붙여진 열대 저기압

### 사이클론 카타리나
사이클론 카타리나는 2004년 3월에 남대서양에서 발생한 열대 저기압이다. 허리케인의 강도에 도달한 직후, 28일 저녁 시속 100마일의 풍속으로 브라질의 남쪽에 위치한 산타카타리나주에 상륙하였다. 사이클론 카타리나로 3~10명이 사망하였고, 수백만 달러의 피해를 입었다.
남대서양에서의 이와 같은 강한 열대 저기압의 발생은 상당히 이례적인 일이여서, 당시 브라질 국민들은 뜻밖의 재난에 놀란 눈치였다. 이후, 이 열대 저기압의 이름은 내습했던 주의 이름이었던 산타카타리나주에서 따온 "카타리나"로 명명되었다.

### 열대폭풍 아니타
2010년 3월 8일, 원래는 온대저기압이었던 것이 열대 저기압의 특성을 갖기 시작했고, 남부 브라질의 동쪽에서 아열대 저기압으로 분류되었다. 다음날, 미국 해군 연구소에서 이 저기압을 지정번호 90Q로 주시하기 시작하였다. 미국 국립허리케인센터에서도 저기압 "SL90"라는 번호로 주시하기 시작했다. 3월 9일 오후, 1분최대풍속 시속 35마일, 최저기압 1000mb의 세기가 되었다. 3월 10일 열대폭풍으로 발달하였고, 3월 12일에 다시 온대저기압으로 변질되었다.
이 열대폭풍으로 히우그란지두술주와 산타카타리나주에서 발생한 큰 파도 외에는 피해가 거의 없었다. 당시에는 이름이 명명되지 않았으나, 사후 분석 이후 이 열대폭풍의 이름을 "아니타"라고 명명하였다.

## 이름이 붙여지지 않은 열대 저기압
- 1974년 3월에 브라질 주변에서 발생한 열대폭풍[3]

### 1991년 앙골라 열대폭풍
- 2004년 1월에 브라질 주변에서 발생한 열대 저기압.[4]

### 열대폭풍 0601SL
- 2009년 1월에 우루과이와 브라질에 걸쳐 발생한 아열대폭풍[5]
- 2010년 11월에 발생한 아열대폭풍
- 2013년 12월에 발생한 아열대 저기압
- 2014년 2월에 발생한 아열대저기압
- 2016년 1월에 발생한 아열대저기압

## 같이 보기
- 지중해 폭풍
- 1996년 휴런호 아열대폭풍